# District régional de North Coast
Le district régional de North Coast (district régional de Skeena-Queen Charlotte avant 2016) en Colombie-Britannique est situé sur la côte ouest de la province et comprend également les Îles de la Reine-Charlotte. Le siège du district régional se situe à Prince Rupert.

## Villes principales
- Prince Rupert

## Routes principales
Routes principales traversant Skeena-Queen Charlotte: